# Dioctria arcana
Dioctria arcana là một loài ruồi trong họ Asilidae. Dioctria arcana được Richter miêu tả năm 1966. Loài này phân bố ở vùng Cổ Bắc giới.